# Cachrys cristata
Cachrys cristata är en växtart i släktet Cachrys och familjen flockblommiga växter. Den beskrevs av Augustin Pyrame de Candolle.
Arten är perenn och förekommer från Italien i väster, över Balkan till Turkiet i öster.